# NCSA HTTPd
NCSA HTTPd är en webbserver som är ursprunget till Apache HTTP Server och utvecklades av National Center for Supercomputing Applications. NCSA HTTPd utvecklas inte längre som egen produkt utan är helt ersatt av Apache HTTP Server.